# HMS Thetis
Фетида (англ. HMS Thetis) — британский винтовой корвет типа «Briton», построенный для Королевского военно-морского флота в начале 70-х годов XIX века. Принимал участие во Второй тихоокеанской войне. Продан на металлолом в ноябре 1887 года

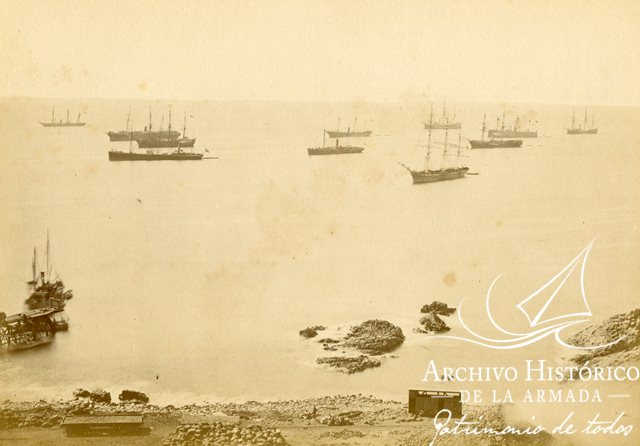
Корабли «Ковадонга», «Кокран», «Фетида», «Ангамос» и «Амазонас» в заливе Писагуа в 1879 году

## Описание
Водоизмещение 1870 тонн, мощность 2275 лошадиных сил.

## История
26 октября 1871 года HMS Thetis был спущен на воду на верфи Девонпорта.
С 1 февраля 1873 года по 14 июня 1877 года капитаном судна был Томас Ле Хант Уордом. Под его командованием корвет отправился в Ост-Индию. Где в 1874 году, во время боевого дежурства, потерпел крушение и был выброшен на берег. Ремонт корабля проходил в Бомбее (Индия) и Тринкомали (Цейлон).
С 13 мая 1879 года по 12 августа 1882 года находился под командованием капитана Прескота Уильяма Стивенсона. Во время Второй тихоокеанской войны корвет Thetis, был одним из двух британских военных кораблей, сопровождавших чилийский флот. 2 ноября 1879 года в ходе десантной операции принимал участие в захвате чилийскими войсками перуанского порта Писагуа на берегу Тихого океана.
18 апреля 1881 года, на обратном пути из Южной Америки, HMS Thetis посетил остров Питкэрн. Команда HMS Thetis передала островитянам 200 фунтов (91 кг) печенья, 100 фунтов (45 кг) свечей, 100 фунтов мыла и одежды на сумму 31 фунт стерлингов.
С 21 августа 1882 года по 24 июля 1883 года судно находится под командованием капитана Артура Сесила Кертиса и занимается патрулированием Тихоокеанский региона.
Через 15 лет эксплуатации корветы типа Бритон устариели и были выведены из эксплуатации. Продан на металлолом Г. Петвику в ноябре 1887 года.